# Józef Gajewski
Józef Gajewski (ur. 21 listopada 1948 w Olecku, zm. 25 lipca 2010 w Castiglion Fiorentino) – polski samorządowiec, prezydent Suwałk w latach 1981–1987 oraz 2002–2010.

## Życiorys
Syn Mieczysława i Bronisławy. Absolwent Technikum Mechanicznego w Suwałkach, wykształcenie wyższe uzyskał na Politechnice Białostockiej, kształcił się też na Wieczorowym Uniwersytecie Marksizmu-Leninizmu oraz podyplomowo w Szkole Głównej Handlowej. Pomiędzy 1967 a 1981 pracował w Spółdzielni Pracy Przemysłu Skórzanego „Suwalczanka”, Spółdzielni Mieszkaniowej Lokatorsko-Własnościowej w Suwałkach i jako zastępca dyrektora w Suwalskich Zakładach Drobiarskich.
W 1967 wstąpił do PZPR. Należał do egzekutywy komitetu miejskiego PZPR w Suwałkach, od 1986 zasiadał w egzekutywie komitetu wojewódzkiego tamże. W latach 1981–1987 sprawował funkcję prezydenta Suwałk, następnie od 1987 do 1990 przewodniczył Miejskiej Radzie Narodowej w tym mieście. Od 1987 zatrudniony w administracji skarbowej w Suwałkach i krótko w Gdańsku. III RP pełnił m.in. obowiązki naczelnika Urzędu Skarbowego w Suwałkach. W wyborach w 2002 został ponownie wybrany na prezydenta przy poparciu SLD-UP. W wyborach w 2006 uzyskał reelekcję jako kandydat niezależny. Jego ugrupowanie „Z Gajewskim dla Suwałk” uzyskało jednocześnie 10 z 25 mandatów w Radzie Miejskiej.
Był żonaty, miał troje dzieci. Zmarł 25 lipca 2010 podczas wakacji we Włoszech.
Jego imieniem nazwano rondo w Suwałkach.